# Pierścień z jednoznacznością rozkładu
Pierścień z jednoznacznością rozkładu, pierścień Gaussa, UFD (ang. unique factorization domain) – pierścień przemienny, którego każdy element nieodwracalny może być przedstawiony jako iloczyn elementów pierwszych w jednoznaczny sposób, tzn. jednoznaczny co do permutacji czynników. Pierścienie te uogólniają pierścień liczb całkowitych w ten sposób, że spełniają one także tezę podstawowego twierdzenia arytmetyki.
Poniższy ciąg zawierań zbiorów obrazuje pewne szczególne przypadki pierścieni z jednoznacznością rozkładu:
pierścienie z jednoznacznością rozkładu ⊃ dziedziny ideałów głównych ⊃ pierścienie euklidesowe ⊃ ciała

## Definicja
Dziedzina całkowitości {\displaystyle R} nazywana jest pierścieniem z jednoznacznością rozkładu wtedy i tylko wtedy, gdy
- dla dowolnego niezerowego elementu nieodwracalnego {\displaystyle a\in R} istnieją elementy nierozkładalne {\displaystyle a_{1},a_{2},\dots ,a_{n}\in R} takie, że {\displaystyle a=a_{1}\cdot a_{2}\cdot \ldots \cdot a_{n}.}
- jeżeli {\displaystyle a_{1}\cdot a_{2}\cdot \ldots \cdot a_{n}=b_{1}\cdot b_{2}\cdot \ldots \cdot b_{m},} gdzie wszystkie elementy {\displaystyle a_{i},b_{i}} są nierozkładalne, to {\displaystyle m=n} i istnieje permutacja {\displaystyle \pi } taka, że {\displaystyle a_{i}\sim b_{\pi (i)},} to znaczy elementy te są stowarzyszone.

## Własności
- Jeżeli {\displaystyle R} jest pierścieniem z jednoznacznością rozkładu, to istnieje w nim największy wspólny dzielnik.
- Twierdzenie Gaussa: Jeżeli {\displaystyle R} jest pierścieniem z jednoznacznością rozkładu, pierścień wielomianów {\displaystyle R[x]} również jest pierścieniem z jednoznacznością rozkładu.
- W pierścieniu z jednoznacznością rozkładu każdy element nierozkładalny jest pierwszy.